# Yves Butel
Pour les articles homonymes, voir Butel (homonymie).
Yves Butel, né le 1er novembre 1948 à Abbeville (Somme), est un homme politique français.

## Biographie
Il commence sa carrière politique en tant que conseiller municipal puis en tant qu'adjoint au maire d'Abbeville, Joël Hart, de 1995 à 2001.
Présent sur la liste de Jean Saint-Josse, aux  élections européennes de 1999, il est élu au parlement européen.
Lors des élections européennes de 2004, il se présente sur la liste de Philippe de Villiers , dans la circonscription du Nord-Ouest. Il obtient 5,95% des suffrages exprimés et par conséquent n'est pas réélu au parlement européen .
De 2001 à 2008, il est élu conseiller général du canton d'Abbeville-Sud. Il se représente aux élections cantonales françaises de 2008 mais est battu au second tour par Pascal Demarthe .
Candidat sur les listes de Xavier Bertrand lors des élections régionales de 2015 en Nord-Pas-de-Calais-Picardie, il est élu conseiller régional.

## Distinction

### Décorations
- Chevalier de la légion d'honneur en 2011[4]

## Détail des fonctions et des mandats
Mandats locaux
- Maire-adjoint d'Abbeville
- 2001 - 2008 : Conseiller général du canton d'Abbeville-Sud
- Depuis 2015 : Conseiller régional de Nord-Pas-de-Calais-Picardie

Mandat parlementaire
- 20 juillet 1999 - 19 juillet 2004 : Député européen

Autre fonction
- Président de la fédération des chasseurs de la Somme